# V457 Большой Медведицы
V457 Большой Медведицы (лат. V457 Ursae Majoris) — двойная затменная переменная звезда типа W Большой Медведицы (EW) в созвездии Большой Медведицы на расстоянии приблизительно 2448 световых лет (около 750 парсеков) от Солнца. Видимая звёздная величина звезды — от +13,77m до +13,57m. Орбитальный период — около 0,2572 суток (6,1738 часов).